# Robert Stromberg
Robert Stromberg é um decorador de arte estadunidense. Venceu o Oscar de melhor direção de arte na edição de 2010 por Avatar, com Rick Carter e Kim Sinclair na edição de 2011 por Alice in Wonderland, ao lado de Karen O'Hara.